# Joanna Wójcik
Joanna Wójcik (właściwie Grądziel-Wójcik, ur. 1971) – polska literaturoznawczyni, prorektorka Uniwersytetu im. Adama Mickiewicza w Poznaniu (od 2020).

## Życiorys
W 1999 uzyskała na Uniwersytecie im. Adama Mickiewicza w Poznaniu doktorat w dziedzinie nauk humanistycznych, dyscyplinie literaturoznawstwo, specjalności literaturoznawstwo polskie na podstawie napisanej pod kierunkiem Edwarda Balcerzana pracy Poezja jako teoria poezji. (Na przykładzie twórczości Witolda Wirpszy). Habilitowała się tamże w dyscyplinie nauk humanistycznych na podstawie dorobku naukowego oraz opracowania „Drugie oko” Tadeusza Peipera. Projekt poezji nowoczesnej. Tytuł naukowy profesora nauk humanistycznych uzyskała w 2020.
Zawodowo związana z Zakładem Literatury XX w., Teorii Literatury i Sztuki Przekładu Instytutu Filologii Polskiej Wydziału Filologii Polskiej i Klasycznej UAM. Zajmuje się historią literatury i sztuką interpretacji, przede wszystkim polską poezją XX i XXI w., zwłaszcza pisaną przez kobiety. Pełniła bądź pełni szereg funkcji, m.in. prodziekan ds. studenckich WFPiK czy prorektor ds. studenckich (kadencje 2020–2024 oraz 2024–2028).

## Publikacje książkowe
- Poezja jako teoria poezji. Na podstawie twórczości Witolda Wirpszy, Wydawnictwo Naukowe UAM, Poznań 2001.
- Przestrzeń porównań. Szkice o polskiej poezji współczesnej, Wydawnictwo Poznańskie, Poznań 2010, ISBN 978-83-7177-776-9.
- „Drugie oko” Tadeusza Peipera. Projekt poezji nowoczesnej, Wydawnictwo Naukowe UAM, Poznań 2010, ISBN 978-83-232-2191-3.
- Zmysł formy. Sytuacje, przypadki, interpretacje polskiej poezji XX wieku, Universitas, Kraków 2016, ISBN 978-83-242-3039-6.
- Przymiarki do istnienia. Wątki i tematy poezji kobiet XX i XXI wieku, Wydawnictwo Naukowe UAM, Poznań 2016, ISBN 978-83-232-3083-0.
- Bogusława Latawiec. Portret podwojony, Pasaże, Kraków 2016, ISBN 978-83-64511-30-1 (z Piotrem Łuszczykiewiczem).